# Malangas
Malangas is een gemeente in de Filipijnse provincie Zamboanga Sibugay op het eiland Mindanao. Bij de laatste census in 2007 had de gemeente bijna 30 duizend inwoners.

## Geografie

### Bestuurlijke indeling
Malangas is onderverdeeld in de volgende 25 barangays:
| - Bacao - Basak-bawang - Bontong - Camanga - Candiis - Catituan - Dansulao - Del Pilar - Guilawa - Kigay - La Dicha - Lipacan - Logpond | - Mabini - Malungon - Mulom - Overland - Palalian - Payag - Poblacion - Rebocon - San Vicente - Sinusayan - Tackling - Tigabon |

## Demografie
Malangas had bij de census van 2007 een inwoneraantal van 29.834 mensen. Dit zijn 64 mensen (0,2%) meer dan bij de vorige census van 2000. De gemiddelde jaarlijkse groei komt daarmee uit op 0,03%, hetgeen lager is dan het landelijk jaarlijks gemiddelde over deze periode (2,04%). Vergeleken met de census van 1995 is het aantal mensen met 918 (3,2%) toegenomen.

De bevolkingsdichtheid van Malangas was ten tijde van de laatste census, met 29.834 inwoners op 235,53 km², 126,7 mensen per km².